# Trung Hội
Trung Hội là một xã nằm ở phía tây của tỉnh Thái Nguyên, Việt Nam.

## Địa lý
Xã Trung Hội có vị trí địa lý:
- Phía đông giáp xã Yên Trạch
- Phía tây giáp xã Bình Yên và xã Bình Thành
- Phía nam giáp xã Đức Lương và xã Hợp Thành
- Phía bắc giáp xã Định Hoá và xã Phượng Tiến.

Xã Trung Hội có diện tích 54,21 km², dân số năm 2025 là 13.863 người. Khu vực có diện tích rừng khá lớn, là vùng tập trung phát triển du lịch, lâm nghiệp và nông nghiệp công nghệ cao. Trong đó, xã Trung Hội cũ là khu vực trung tâm, các khu vực còn lại sẽ quy hoạch thành cụm vệ tinh để phát triển thương mại, du lịch, trồng cây lâm nghiệp, trong đó chủ lực là cây quế và phát triển các mô hình sản xuất nông nghiệp công nghệ cao. Hạ tầng giao thông kết nối thông qua tuyến quốc lộ 3C, tuyến đường tỉnh 264. Trên địa bàn xã có phần thượng nguồn của sông Đu.

## Lịch sử
Tháng 6 năm 2025, xã Trung Hội được thành lập trên cơ sở nhập toàn bộ diện tích tự nhiên, quy mô dân số của xã Trung Hội (diện tích tự nhiên là 12,69 km²; dân số là 5.589 người); xã Phú Tiến (diện tích tự nhiên là 14,61 km²; dân số là 3.622 người) và xã Bộc Nhiêu (diện tích tự nhiên là 26,91 km²; dân số là 4.652 người) của huyện Định Hóa. Trụ sở làm việc của xã nằm tại xã Trung Hội cũ.

## Hành chính
Đến năm 2009, xã Trung Hội được chia thành 19 xóm: Đoàn Kết 1, Đoàn Kết 2, Nà Khao, Bãi Đá, Quán Vuông 1, Quán Vuông 2, Quán Vuông 3, Quán Vuông 4, Trung Kiên, Bản Chia, Hoàng Hanh, Làng Hà, Quỳnh Hội, Làng Vầy, Cầu Đỏ, Đồng Mon, Tân Tiến, Làng Mố, Làng Chủng. Năm 2019, sáp nhập xóm Bản Chia vào xóm Nà Khao, sáp nhập xóm Bãi Đá vào xóm Quán Vuông 3, sáp nhập ba xóm Hoàng Hanh, Quỳnh Hội, Làng Hà thành xóm Thống Nhất, sáp nhập hai xóm Cầu Đỏ và Làng Vầy thành xóm Trung Tâm, sáp nhập xóm Làng Chủng vào xóm Làng Mố, sáp nhập hai xóm Đồng Mon và Tân Tiến thành xóm Hợp Thành.
Đến năm 2009, xã Bộc Nhiêu được chia thành 21 xóm: Bục 1, Bục 2, Bục 3, Bục 4, Chú 1, Chú 2, Chú 3, Chú 4, Dạo 1, Dạo 2, Đình, Đồng Tâm, Hội Tiến, Lạc Nhiêu, Minh Tiến, Rịn 1, Rịn 2, Rịn 3, Thẩm Chè, Vân Nhiêu, Việt Nhiêu. Năm 2019, sáp nhập xóm Đồng Tâm vào xóm Chú 1, sáp nhập xóm Chú 3 vào xóm Chú 2, sáp nhập hai xóm Chú 4 và Đình thành xóm Trung Tâm, sáp nhập hai xóm Rịn 1 và Rịn 2 thành xóm Rịn, sáp nhập hai xóm Rịn 3 và Vân Nhiêu thành xóm Hợp Tiến, sáp nhập hai xóm Bục 1 và Bục 2 thành xóm Bục, sáp nhập ba xóm Bục 3, Bục 4, Việt Nhiêu thành xóm Bục Việt, sáp nhập xóm Thẩm Chè vào xóm Minh Tiến, sáp nhập hai xóm Dạo 1 và Dạo 2 thành xóm Dạo.
Đến năm 2009, xã Phú Tiến được chia thành 10 xóm, đánh số từ 1 tới 10. Năm 2019, sáp nhập hai xóm 1 và 9 thành xóm Đồng Tiến, đổi tên xóm 2 thành xóm Lương Tiến, sáp nhập hai xóm 3 và 10 thành xóm Hợp Tiến, đổi tên xóm 4 thành xóm Phúc Tiến, sáp nhập hai xóm 5 và 6 thành xóm Tân Tiến, sáp nhập hai xóm 7 và 8 thành xóm Quyết Tiến.